# Raphaël Guerreiro
Raphaël Guerreiro (Le Blanc-Mesnil, 22 december 1993) is een Portugees-Frans voetballer die doorgaans als linksback speelt. Hij verruilde Borussia Dortmund in juli 2023 transfervrij voor Bayern München. Guerreiro debuteerde in 2014 in het Portugees voetbalelftal.

## Clubcarrière

### SM Caen
Guerreiro is afkomstig uit de jeugdopleiding van SM Caen. In zijn eerste seizoen in het eerste elftal van de club speelde hij 38 competitiewedstrijden in de Ligue 2. 

### Lorient
Eind juni 2013 tekende Guerreiro een vierjarig contract bij Lorient, dat een bedrag van 2,5 miljoen euro betaalde. Hiermee ging hij spelen in de Ligue 1. Vanaf het seizoen 2013/14 was hij bij Lorient een van de actiefste basisspelers, met ruim honderd gespeelde competitiewedstrijden in drie seizoenen.

### Borussia Dortmund
Guerreiro tekende in juni 2016 een contract tot medio 2020 bij Borussia Dortmund, de nummer twee van de Bundesliga in het voorgaande seizoen. Dat betaalde circa €12.000.000,- voor hem aan Lorient. Hier moest hij het onder coach Thomas Tuchel met iets minder speeltijd gaan doen. Hij speelde in zijn eerste seizoen 24 wedstrijden in de competitie. Daarnaast won hij met Borussia Dortmund dat jaar wel de DFB-Pokal en debuteerde hij in de UEFA Champions League. Bij zijn debuut in dat toernooi maakte hij bovendien de 0–4 in een met 0–6 gewonnen groepswedstrijd uit bij Legia Warschau.
Guerreiro miste het grootste deel van het seizoen 2017/18 door enkel- en spierblessures. Bij de start van het begin 2018/19 kreeg hij te maken met de dan net aangestelde coach Lucien Favre. Die gunde hem weer ongeveer evenveel speeltijd als Tuchel deed in zijn eerste seizoen. Guerreiro verlengde in oktober 2019 zijn contract in Dortmund tot medio 2023. Dat contract diende hij volledig uit, waarmee hij in totaal zeven seizoenen voor Borussia bleef spelen. Hij deed dit in een periode waarin Bayern München meer dan ooit over de Bundesliga heerste. In alle seizoenen dat Guerreiro bij Dortmund speelde, werd Bayern kampioen. Vaak met tien of meer punten meer dan de concurrentie. Het lukte zijn ploeggenoten en hem wel om in 2020/21 nog een keer de DFB-Pokal te winnen. Een landstitel leek voor het grijpen toen Borussia Dortmund in 2022/23 één speelronde voor het einde twee punten boven Bayern stond, met alleen middenmotor FSV Mainz nog op het programma. Guerreiro maakte die wedstrijd een doelpunt, maar de wedstrijd eindigde in 2–2 en Dortmund liep het landskampioenschap op doelsaldo mis. 

### Bayern München
Guerreiro was na afloop van het seizoen 2022/23 transfervrij en verruilde Borussia Dortmund in juli 2023 voor Bayern München. Op 26 september maakte hij in de bekerwedstrijd tegen SC Preußen Münster zijn debuut voor Bayern. Op 11 november scoorde hij tegen 1. FC Heidenheim 1846 zijn eerste doelpunt voor Bayern in een 4-2 overwinning.  

## Clubstatistieken
| Seizoen | Club              | Competitie | Competitie | Competitie | Beker | Beker | Internationaal | Internationaal | Totaal | Totaal |
| Seizoen | Club              | Competitie | Wed.       | Dlp.       | Wed.  | Dlp.  | Wed.           | Dlp.           | Wed.   | Dlp.   |
| ------- | ----------------- | ---------- | ---------- | ---------- | ----- | ----- | -------------- | -------------- | ------ | ------ |
| 2012/13 | SM Caen           | Ligue 2    | 38         | 1          | 3     | 0     | –              | –              | 41     | 1      |
| 2013/14 | FC Lorient        | Ligue 1    | 34         | 0          | 0     | 0     | –              | –              | 34     | 0      |
| 2014/15 | FC Lorient        | Ligue 1    | 34         | 7          | 2     | 0     | –              | –              | 36     | 7      |
| 2015/16 | FC Lorient        | Ligue 1    | 34         | 3          | 7     | 0     | –              | –              | 41     | 3      |
| 2016/17 | Borussia Dortmund | Bundesliga | 24         | 6          | 5     | 0     | 6              | 1              | 35     | 7      |
| 2017/18 | Borussia Dortmund | Bundesliga | 9          | 1          | 2     | 0     | 4              | 1              | 15     | 2      |
| 2018/19 | Borussia Dortmund | Bundesliga | 23         | 2          | 3     | 0     | 6              | 4              | 32     | 6      |
| 2019/20 | Borussia Dortmund | Bundesliga | 29         | 8          | 0     | 0     | 8              | 0              | 37     | 8      |
| 2020/21 | Borussia Dortmund | Bundesliga | 27         | 5          | 5     | 0     | 8              | 1              | 40     | 6      |
| 2021/22 | Borussia Dortmund | Bundesliga | 23         | 4          | 1     | 0     | 4              | 1              | 28     | 5      |
| 2022/23 | Borussia Dortmund | Bundesliga | 27         | 4          | 3     | 0     | 6              | 2              | 36     | 6      |
| 2023/24 | Bayern München    | Bundesliga | 16         | 2          | 1     | 0     | 4              | 0              | 21     | 2      |
| Totaal  | Totaal            | Totaal     | 318        | 43         | 32    | 0     | 46             | 10             | 396    | 53     |

## Interlandcarrière
Guerreiro werd in 2013 maart 2013 opgeroepen voor Portugal –21. Dit was het eerste Portugese nationale jeugdteam waarvoor hij werd geselecteerd. Hij was twee jaar later basisspeler van deze ploeg op het EK –21 van 2015. Zijn ploeggenoten en hij haalden de finale, maar verloren daarin na strafschoppen van Zweden –21.
Guerreiro maakte op 14 november 2014 onder bondscoach Fernando Santos zijn debuut in het Portugees voetbalelftal, in een kwalificatiewedstrijd voor het EK 2016 thuis tegen Armenië (1–0 overwinning). Vier dagen later maakte hij in een oefeninterland tegen Argentinië zijn eerste interlanddoelpunt. Dit was tevens het enige doelpunt van de wedstrijd. Bondscoach Santos nam Guerreiro op 17 mei 2016 op in de Portugese selectie voor het EK 2016 in Frankrijk. Zijn landgenoten en hij wonnen hier voor het eerst in de geschiedenis van Portugal een groot landentoernooi. Een doelpunt van Éder in de verlenging besliste de finale tegen Frankrijk: 1–0. Guerreiro speelde vijf van de zeven wedstrijden van de Portugezen dit toernooi.
Guerreiro nam in juni 2017 met Portugal deel aan de FIFA Confederations Cup 2017, waar de derde plaats werd bereikt. Portugal won in de troostfinale van Mexico (2–1 na verlenging). Guerreiro speelde de eerste twee groepswedstrijden, maar miste de rest van het toernooi vanwege een enkelblessure. Hij behoorde een jaar later weer tot de vaste basiself van Santos op het WK 2018 en later ook op het EK 2020 en het WK 2022. Op het EK 2020 scoorde hij voor het eerst op een eindtoernooi. Hij schoot Portugal toen op 0–1 in een met 0–3 gewonnen groepsduel tegen Hongarije. Op het WK 2022 maakte hij de 4–0 in de met 6–1 gewonnen achtste finale tegen Zwitserland.

## Erelijst
| DFB-Pokal    | 2x | 2016/17, 2020/21 |
| DFL-Supercup | 1x | 2019             |

| Competitie          | Winnaar  | Winnaar  | Runner-up | Runner-up | Derde    | Derde    |
| Competitie          | Aantal   | Jaren    | Aantal    | Jaren     | Aantal   | Jaren    |
| Portugal            | Portugal | Portugal | Portugal  | Portugal  | Portugal | Portugal |
| ------------------- | -------- | -------- | --------- | --------- | -------- | -------- |
| UEFA EK             | 1x       | 2016     |           |           |          |          |
| UEFA Nations League | 1x       | 2018/19  |           |           |          |          |